# Begonia angustilimba
Begonia angustilimba é uma espécie de Begonia.